# Khumàrawayh ibn Àhmad ibn Tulun
Abu-l-Jayx Khumàrawayh ibn Àhmad ibn Tulun (àrab: أبو الجيش خمارويه بن أحمد بن طولون, Abū l-Jayx Ḫumārawayh ibn Aḥmad ibn Ṭūlūn), més conegut simplement com a Khumàrawayh ibn Àhmad ibn Tulun (Samarra, 864 - ?, 18 de gener del 896) fou un emir tulúnida d'Egipte i de Síria (884-896).
En absència d'Àhmad ibn Tulun, ocupat a Síria, el fill gran Abbàs ibn Àhmad ibn Tulun, va ocupar el càrrec de governador interí; es va revoltar més o menys obertament vers començaments del 879. Àhmad va retornar ràpidament alertat pel visir al-Wassití. En acostar-se el pare, Abbàs va fugir amb deu mil soldats i 800 cavallers cap a Alexandria i Barka, i va exigir a l'aglàbida Abu-Ishaq Ibrahim II ibn Àhmad la renúncia del govern al seu favor, i va mostrar per justificar aquesta exigència un suposat diploma del califa al-Mútamid que el nomenava governador d'Ifríqiya. Abbas va atacar Labda, on va derrotar el governador aglàbida Muhammad ibn Qurhub, i va assetjar Trípoli. Però Ilyas ibn Mansur al-Nafusa, el cap ibadita del Djabal Nafusa, va organitzar una força de 12.000 homes que el va derrotar en una data incerta que podria ser l'hivern del 879 al 880 o a l'hivern del 880 al 881. Abbas es va retirar cap a Egipte i fou capturat prop d'Alexandria i conduït a Fustat on el seu pare el va fer cegar, i als seus còmplices els va fer tallar les mans. Abbas fou tancat a la presó i l'altra fill Khumàrawayh fou declarat hereu (882).
A la mort del seu pare Àhmad ibn Tulun va accedir al govern sense consentiment del califa el 10 de maig del 884, cosa sense precedents a Egipte. Tenia el suport de totes les autoritats i el seu germà Abbas li va jurar lleialtat (però pocs dies després fou assassinat de manera poc clara). La política previsora del pare havia deixat un tresor ple. El califat el va considerar un usurpador i el regent Talha al-Muwàffaq, que governava a la part occidental de l'imperi abbàssida va trencar les negociacions pel reconeixement. Llavors el general Ahmad ibn Muhammad al-Wasiti es va revoltar contra Khumàrawayh i va demanar al regent la invasió del país. Al-Muwaffak va enviar als generals Ishak ibn Kundadj (governador de Mossul) nomenat governador "legítim" d'Egipte i Síria ja el 882, i Muhammad ibn Diwdad Abi l-Sadj, governador d'al-Anbar, que van envair Síria (884) on el governador de Damasc es va passar al seu bàndol. Llavors va arribar el fill del regent Ahmad ibn al-Muwaffak (futur califa al-Mútadid) amb un exèrcit iraquià i encara va rebre més adhesions. El febrer/març del 885 les tropes invasores manades per Ahmad es van enfrontar a les de Khumàrawayh a la batalla anomenada dels Molins (al-Tawahin), al sud de Palestina i els dos caps van fugir vergonyosament als primers xocs; la victòria fou pels egipcis perquè un general, Sad al-Aysar, es va dirigir a Damasc i la va ocupar, però allí es va revoltar contra el seu senyor (després l'emir el va matar de pròpia mà). Khumàrawayh va tractar amb màxima clemència als presoners buscant la reconciliació. A l'any següent l'emir egipci, tot i estar en inferioritat numèrica, va derrotar a Ishak ibn Kundadj que es va haver de sotmetre i va entregar les regions orientals que l'obeïen, fins a Haran. l'Djazira va quedar integrada al govern tulúnida quan el governador Muhammad ibn Diwdad Abi l-Sadj se li va sotmetre. Per iniciativa de Khumàrawayh, el governador Yazman de Tars va acceptar la sobirania tulúnida. En cinc anys (882-886) Khumàrawayh havia aconseguit sobreviure i engrandir considerablement el seu govern.
El desembre de 886 es va signar la pau entre l'emir d'Egipte i el califa; el primer va reconèixer la sobirania abbàssida i el segon el va reconèixer com emir d'Egipte i Síria per trenta anys, amb dret pels seus descendents si moria abans. Es van establir nous lloc d'encunyació de moneda a Shamat, Ramla, Homs, Alep i Antakia.
L'octubre del 892 Ahmad ibn al-Muwaffak va pujar al tron califal com al-Mútadid succeint a al-Mútamid i en un nou tractat va confirmar les disposicions anteriors sobre Egipte i Síria; el tribut anual es creu que era de 300.000 dinars i 200.000 més per cada any però les font no són clares. Degué ser llavors quan els territoris a l'est de l'Eufrates (Mossul, Diyar Rabia i Diyar Mudar) amb centre al-Rafika (on fins al 892 apareixen monedes de Khumàrawayh) van retornar al califat. Aquest any l'emir d'Egipte va oferir la mà de la seva filla Katr al-nada al fill d'al-Mútadid (Ali ibn al-Mutadid) però el califa la va agafar per a si mateix com esposa. Aquest matrimoni va implicar una dot extraordinària (un milió de dinars) que va desestabilitzar l'economia d'Egipte. Les festes del casament foren d'una fastuositat fins aleshores desconeguda i recordades sis-cents anys fins a l'època otomana).
L'emir a més era pròdig: jardins i palaus per ell mateix, pels col·laboradors i per les favorites, no muntava a un cavall més d'una vegada i altres excentricitats (per exemple tenia un lleó amb els ull blaus al palau per espantar). Però aquesta prodigalitat va servir també per afavorir la cultura, fent de patró de savis i poetes (especialment el gramàtic Muhmmad ibn Abd Allah ibn Muhammad ibn Muslim, mort el 944, que fou preceptor dels seus fills), i construint esplèndid monuments arquitectònics. Progressivament el control civil del país va passar a mans de la família Madharaiyyun que van dirigir les finances fins al temps dels ikhxídides. El primer membre destacat d'aquesta família fou Ali ibn Ahmad al-Madharai que va aconseguir el servei d'informació i correus (barid). En matèria religiosa era llibertí i sovint enfrontat als caps religiosos.
Fou assassinat en una intriga de palau el 18 de gener del 896. A la seva mort deixava el tresor buit. El dinar havia baixat al terç del seu valor anterior. El va succeir el seu fill Abu-l-Assàkir Jayx ibn Khumàrawayh.